# مرکز ضدتروریسم مجارستان

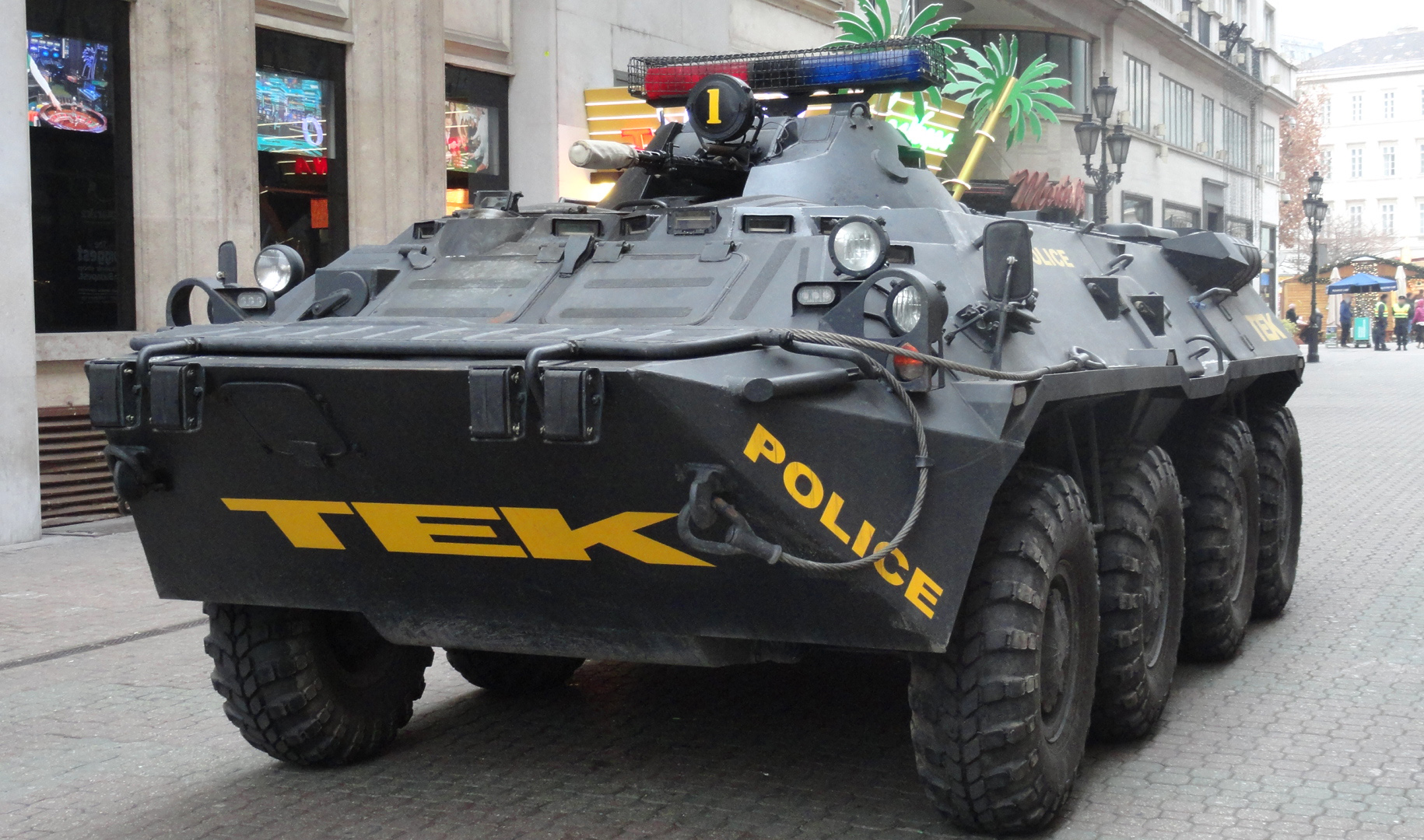
TEK BTR-80

مرکز ضدتروریسم مجارستان (مجاری: Terrorelhárítási Központ، به اختصار TEK) سازمانی دولتی متعلق به وزارت کشور مجارستان برای مبارزه با تروریسم، بحران‌های گروگانگیری، خشونت با سلاح، دستگیری جنایتکاران خطرناک و حفاظت از دولت و شهروندان مجاری در جهان است. این سازمان عملکردی مشابه گروه ۹ حفاظت مرزی پلیس فدرال در آلمان و گروه مداخله ملی ژاندارمری در فرانسه دارد.

## تجهیزات و خودرو
اطلاعات جزئی در مورد تجهیزات سازمان ضدتروریسم به صورت علنی وجود ندارد ولی بر اساس اطلاعات درج شده در مطبوعات مجاری از خودروی زرهی آئودی کیو۷ و بی‌تی‌آر-۸۰ استفاده می‌کنند. بر اساس گفته شاندور پینتر، وزیر کشور از تانک استفاده نمی‌کند.

## عملیات‌های مهم
- در سال ۲۰۱۰ واحدهای سازمان اقدام به دستگیری اعضای افراطی بی‌دی‌اس‌ام در بوداپست کردند.
- در ۱۰ اکتبر ۲۰۱۱ در جریان فیلم‌برداری فیلمی با مضمون جنگ جهانی در بوداپست، کارمندان سازمان تعداد زیادی سلاح و تفنگهای تک تیرانداز را که می‌خواستند برای درست کردن فیلم استفاده کنند تصاحب کردند. بر اساس بیانیه رسمی تولیدکنندگان فیلم، تمامی مدارک نشان می‌داد که آن سلاح‌ها غیرقابل استفاده بودند. در فوریه ۲۰۱۲ پرونده بسته شد.
- یک واحد از نیروهای سازمان شهروندان مجار را که در ۱۳ اوت ۲۰۱۲ توسط مسلحان سوری در دمشق به گروگان گرفته شده‌بودند را در سوریه آزاد کردند. آن‌ها در ۲۷ اوت سال ۲۰۱۲ بدون هیچ جراحتی به بوداپست بازگشتند.
- در سالهای ۲۰۱۵ و ۲۰۱۶ که حملات تروریستی اروپا را تهدید می‌کرد، نیروهای سازمان به حالت آماده باش درآمدند. آن‌ها بعد از عملیات ۲۲ مارس بروکسل با ارتش و پلیس برای تأمین امنیت بوداپست همکاری کردند.